# حمى لاسا
حمى لاسا أو حمى لاسا النزفيَّة (بالإنجليزية: Lassa fever)‏ هي حمى فيروسية نزفية تنتج جراء الإصابة بفيروس لاسا، وقد سميت باسم لاسا نسباً لبلدة لاسا في ولاية برنو في نيجيريا سنة 1969. فيروس لاسا هو جزء من عائلة Arenavirus الفيروسية مثل فيروس إيبولا، تعتبر الفئران الناقل الرئيسي من بين من يحمل هذا المرض وخصوصاً فأر ناتال (Mastomys natalensis) المنتشر في الصحراء الكبرى. وتنتشر هذه الفئران في مخازن الحبوب والتي تنقله إلى الإنسان.
ظهر فيروس لاسا في منطقة غرب أفريقيا وتسبب بإصابة حوالي 300-500 ألف شخص وتسبب بوفاة 5000 شخص. وأكثر البلدان التي ينتشر بها هذا الفيروس هي نيجيريا وسيراليون وليبيريا وغينيا وجمهورية أفريقيا الوسطى.

## الأعراض
اعراض حمى لاسا:
- الحساسية للضوضاء الصاخبة
- ارتفاع ضغط الدم
- صعوبة البلع
- الإمساك
- ألم في المعدة
- إسهال دموي
- تقيؤ دم
- غثيان
- تعب
- صداع
- ضيق تنفس
- حمى
- ألم في العضلات
- وجع في الحنجرة
- نوبات
- سمع خفيف
- صداع[5]

## الوقاية والعلاج
تعتبر النظافة العامل الأفضل للوقاية من المرض، أما العلاج فيعتبر دواء الريبافيرين المقاوم للفيروسات الفضل لعلاج الإنسان من هذا المرض ويتم إعطاءه في المراحل الأولى من المرض السريري. لكن لا توجد أيّ بيّنات تدعم دور هذا الدواء في العلاج الاتقائي من حمى لاسا بعد التعرّض لإحدى مسبّباته.